# Praehelichus asiaticus
Praehelichus asiaticus är en skalbaggsart som först beskrevs av Victor Ivanovitsch Motschulsky 1845.  Praehelichus asiaticus ingår i släktet Praehelichus och familjen öronbaggar. Inga underarter finns listade i Catalogue of Life.